# 장환초등학교
장환초등학교는 대한민국 전라남도 장흥군 관산읍 고마장환길 828 (고마리)에 있었던 초등학교이다.

## 연혁
- 1947년 5월 15일 관산동국민학교 장환분교장 개교
- 1968년 4월 1일 장환국민학교 승격
- 1994년 9월 1일 병설유치원 개원
- 1996년 3월 1일 장환초등학교로 개칭
- 1999년 9월 1일 폐교